# Curator ventris

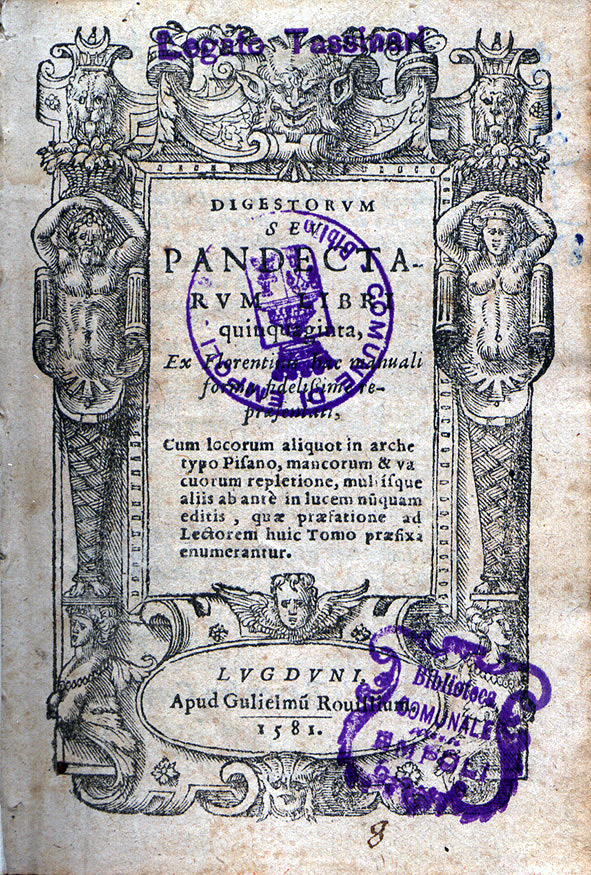
Digesto

Curator ventris, alla lettera curatore del ventre, era un istituto del diritto romano.
Esso, grazie ad un intervento pretorio, prevedeva per il nascituro istituito erede o beneficiario di un legato, la figura di un curatore speciale, con il compito di conservare i beni che sarebbero spettati al nascituro; in particolare, adempiendo ai debiti inerenti a penalità e pegni e stabilendo gli alimenti per la donna (in materia; Gaio, D. 37,9,5).

## Storia
Tale istituto nacque nel sistema giuridico romano durante il periodo della Repubblica e alla donna in attesa di un bambino doveva essere garantito ogni genere di sostentamento, ad esempio, alimenti, vestiti e domicilio: precisamente il curator ventris deve assicurare alla donna incinta cibum, potum, vestitum, tectum, anche al fine di tutelare la dignità di lei (Ulpiano, Digesto 37,9,1,19). I giuristi romani spiegano anche i motivi, concernenti non solo la familia e i parentes (genitori) ma anche e soprattutto la res publica, per i quali devono essere assicurati gli alimenti al concepito: «non dubitiamo che il Pretore debba venire in aiuto anche del concepito, tanto più che la sua causa è più da favorirsi che quella del fanciullo: il concepito infatti è favorito affinché venga alla luce, il fanciullo affinché sia introdotto nella famiglia; questo concepito infatti si deve alimentare perché nasce non solo per il genitore, cui si dice appartenere, ma anche per la res publica» (Ulpiano Digesto 37,9,1,15). A tale proposito Eva Cantarella approfondisce lo studio delle regole per il controllo dei ventri e inizia la sua trattazione dalla definizione del termine venter, inteso come feto contenuto nel ventre materno. Nel linguaggio giuridico venter era il feto e, per metonimia, era anche la donna e su di essi il marito esercitava un potere assoluto, anche dopo un eventuale divorzio o dopo la sua morte. In questi casi il diritto romano prevedeva la nomina di un curator ventris che aveva il compito di impedire che la donna abusasse della sua condizione di venter. Pertanto egli si preoccupava che la donna non abortisse e, soprattutto che non simulasse di essere in stato di gravidanza. A tale scopo fu emanato già dal III secolo a.C. e codificato nel 130 d.C., l’Editto del pretore urbano, che prevedeva una serie di controlli meticolosi sul venter. La custodia ventris era nell'interesse del marito, della famiglia e della città, come dimostrato dalle norme imposte dall'Editto del praetor urbanus.  In Digesto 25, 4,1, al magistrato spettava il controllo del venter sia della donna divorziata sia della donna vedova. Nel caso della donna vedova il pretore doveva seguire il procedere della gravidanza e assicurarsi che il parto avvenisse in un luogo sicuro e alla presenza di persone che potevano garantire sulla regolarità dell'evento. Inoltre, alla nascita del bambino il pretore era tenuto a scegliere la persona a cui affidarlo, se non già indicata dal marito prima della sua morte. La gravidanza, quindi, non era un fatto privato ma una questione di Stato.